# 罗田镇 (重庆市)
罗田镇，是中华人民共和国重庆市万州区下辖的一个乡镇级行政单位。

## 行政区划
罗田镇下辖以下地区：
天生社区、马头社区、中山社区、折岩村、龙坝村、六合村、新华村、梓桐村、长堰村、谷山村、枫香村、三溪村、阳坪村和阳河村。